# Sac de Lanzarote (1586)
Le Sac de Lanzarote eut lieu en 1586, lorsque 6 ou 7 galères algériennes pillèrent l'île espagnole de Lanzarote, dans les îles Canaries. Les Algériens réussirent à occuper l'île pendant un mois avant de la quitter.

## Histoire
En 1582, l'amiral ottomano-algérien Murat Rais mit le cap sur le détroit de Gibraltar. À la fin du mois de juin 1586, après une escale dans la ville marocaine de Salé, il lança un nouveau débarquement surprise à Lanzarote avec 6 ou 7 galères et 1 200 hommes, dont 400 Ottomans,. Les Algériens déferlèrent sur l’île comme un torrent, attaquant furieusement le château de Guanapaya, qui constituait la forteresse de la ville de Teguise. Après deux assauts, ils réussirent à le détruire, à la suite de la mort du commandant Diego de Cabrera Leme, tombé en le défendant.
Ainsi débarrassés de cet obstacle, ils incendièrent plus de dix mille fanegas de blé et d'orge, et mirent le feu à tous les archives et bureaux des notaires, ne sauvant aucun document ancien ni manuscrit utile des flammes. Le gouverneur Don Agustín de Herrera y Rojas, premier marquis de Lanzarote, fut capturé avec son épouse, Doña Inés Benítez de las Cuevas, ainsi que Doña Constanza de Herrera, sa fille naturelle.
Cependant, avant de repartir, Murat leva un drapeau de paix, et une trêve fut conclue afin de négocier la rançon des deux illustres prisonniers, dont le montant s'éleva à quinze mille ducats. Comme seuls cinq mille pouvaient être versés immédiatement, Don Diego Sarmiento, frère naturel du marquis, et Marco de San Juan Peraza furent livrés en otages pour garantir le paiement des dix mille restants.
Ainsi, Murat se retira de l'île le 26 août, emmenant avec lui 200 ou 300 captifs.